# 武松墓

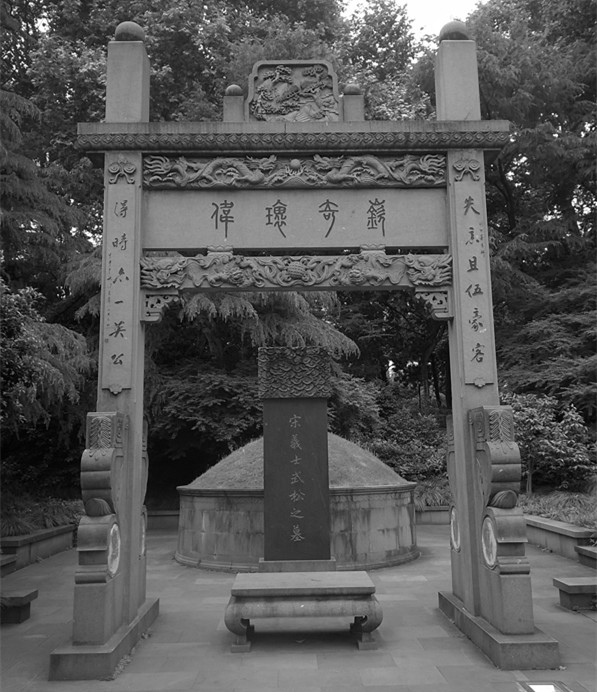
杭州西湖旁边的武松墓

武松墓，是立在浙江省杭州市西湖北面孤山的一个纪念武松的景点，墓碑上刻“宋义士武松之墓”，但也有人质疑其真实性。

## 历史
宋朝的“说话艺术”中，已出现了武松这一人物，南宋的《宋江三十六人赞》里武松排名十四，赞辞是“行者武松：汝优婆塞，五戒在身。酒色财气，更要杀人” 。而在周密的《癸辛杂识·续集》中也有记载，“汝优婆塞，五戒在身。酒色财气，更要杀人。”
元杂剧中有关于武松的故事，主要包括《双献头武松大报仇》、《折担儿武松打虎》、《窄袖儿武松》，而明代也有以武松为主角的《义侠记》传奇。清朝朱梅叔的笔记小说《埋忧集》中提到：“国初时，江浙人掘地得石碣，题曰‘武松之墓’。当日进征青溪，用兵于此。稗乘所传，当不诬也。”
民国初年，曾由上海的黄金荣等人出资对武松墓进行修繕。而根据杭州市委于1956年3月1日给浙江省委的报告：“对孤山、西泠桥一带坟墓，我们决定保留不动者，有秋瑾墓、苏小小墓、林和靖墓、徐锡麟墓，苏堤西头张苍水墓、章太炎墓亦均未动。决定迁葬并已拆除者，位于西泠桥畔外宾大楼前面的有三个：(一)陶成章、沈由智、杨哲商(系辛亥革命烈士)；(二)郑淑嫦墓(系节女)；(三)武松墓。”
武松墓于1964年被捣毁，当年武松墓在被打开时，腐朽的棺柩里确实有白骨，工人把遗骨盛进骨瓮，也由汽车运往鸡笼山的乱坟堆中安葬。但也有人质疑其是否真的是历史上武松的墓。後於2004年起重修。